# Taylor (Nebraska)
Taylor je selo u američkoj saveznoj državi Nebraska. Prema popisu stanovništva iz 2010. u njemu je živjelo 190 stanovnika.